# The Redwood Sap
Os Trabalhadores da Floresta (título original: The Redwood Sap) é o 36º episódio do Pica-Pau e o 5º da temporada de 1951.

## História
Enquanto os animais da floresta trabalham para garantir comida até a chegada do inverno, Pica-Pau lê o livro "O Trabalho e Como Escapar Dele", de João Faz-Nada. O esquilo que mora na parte de cima da árvore pede ao pássaro para que também fizesse o mesmo. Por 2 vezes, o Pica-Pau devora a comida dos vizinhos, achando que nada ocorreria com ele.
Porém, quando a neve começa a cair, os animais ficam em casa enquanto os pássaros decidem ir para o Sul. Um deles, Homero, pede ao Pica-Pau para que também fosse ao Sul ou para Hollywood, mas ele não aceita. Quando vai novamente ir atrás de comida, o Pica-Pau depara-se com a neve invadindo sua casa e descobre ainda que não tinha nada em seu armário; quando vai pedir comida às formigas e ao esquilo, é enganado e sua última tentativa é com os castores, que entregam ao pássaro um bolo de gelo e neve. Ao comer, o Pica-Pau quase morre de frio.
Quando a primavera se inicia, os animais comemoram quando Homero vê o Pica-Pau congelado e todos decidem soltá-lo do gelo. Recuperado, o Pica-Pau come o que restou do estoque de inverno e dá sua famosa risada no final.